# الکتروشیمی

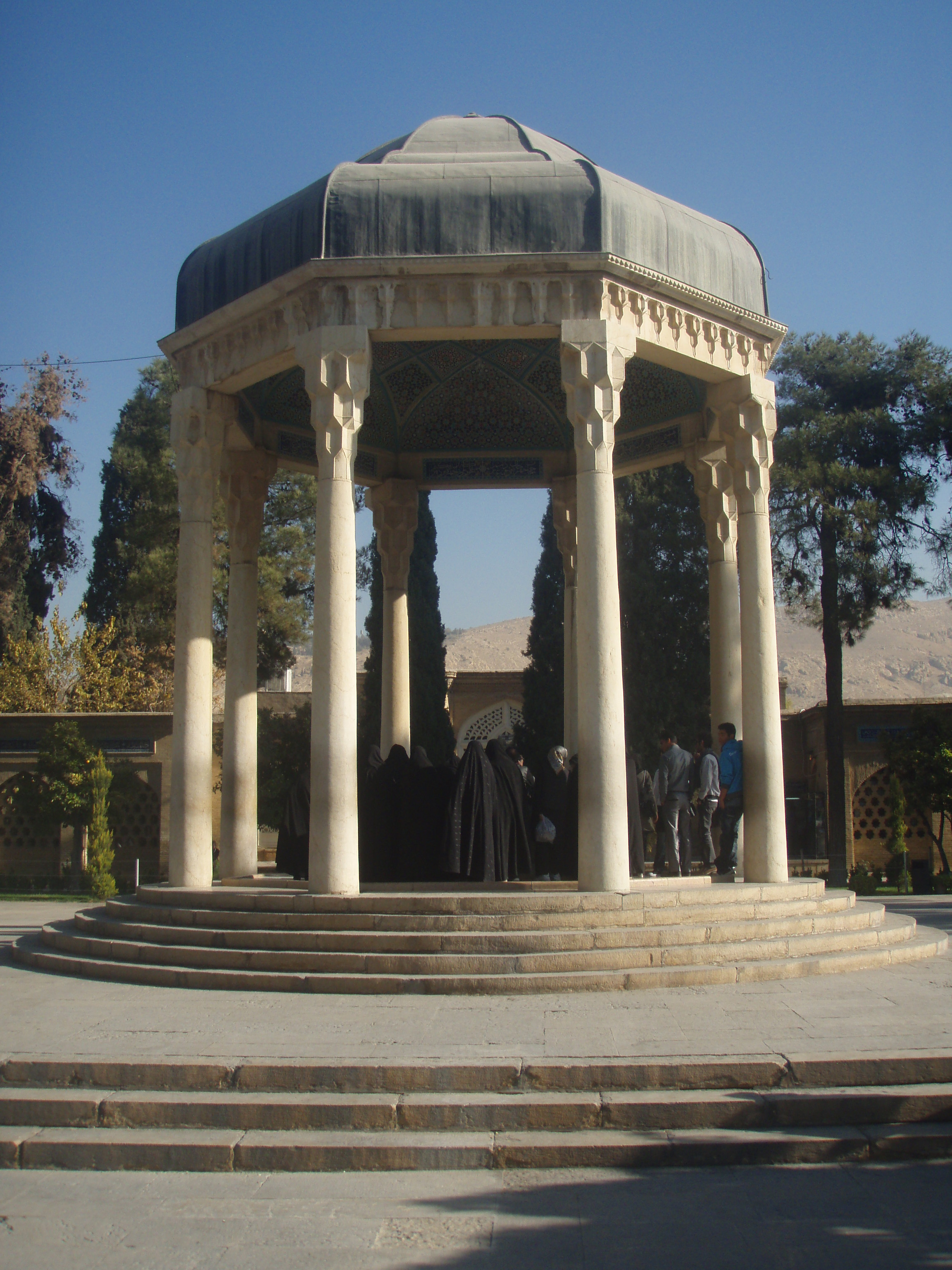
طاق مسی سرخ‌فام مقبرهٔ حافظ، بر اثر واکنش‌های اکسایش-کاهش تغییر رنگ داده‌است.

الکتروشیمی یا برق‌شیمی شاخه‌ای از شیمی‌فیزیک و شیمی‌تجزیه است که به بررسی واکنش‌های شیمیایی می‌پردازد که در اثر عبور جریان الکتریکی انجام می‌شوند یا انجام یافتن آن‌ها سبب ایجاد جریان الکتریکی می‌شود. این واکنش‌ها با تغییر عدد اکسایش عناصر همراهند. به واکنشی که در آن عدد اکسایش عنصری کاهش یابد، نیم واکنش کاهش و به واکنشی که در آن عدد اکسایش عنصریی افزایش یابد، نیم واکنش اکسایش گفته می‌شود. از جمع این دو نیم واکنش، واکنش اکسایش- کاهش بدست می‌آید. می‌توان ادعا کرد که تمام واکنش‌های الکتروشیمی از دستهٔ اکسایش-کاهش هستند؛ بنابراین، مبادلهٔ الکترون جزء اجتناب ناپذیر این واکنش‌ها به حساب می‌آید. واکنش‌هایی مثل زنگ زدن آهن و فساد مواد غذایی از جمله واکنش‌های مضر اکسایش-کاهش هستند و واکنش‌های مثل آبکاری فلزات و سوختن نیز از دستهی واکنش‌های مفید اکسایش- کاهش به حساب می‌آیند.

## پیشینه
پیشینه کشف الکتروشیمی به اختراع پیل‌های گالوانی می‌رسد. اگرچه اختراع پیل‌های گالونی را به لوئیجی گالوانی و آلساندرو ولتا نسبت می‌دهند ولی شواهد حاکی بر آن است که این پیل‌ها سال‌ها قبل از تولد این دو دانشمند، توسط ایرانیان اختراع شده بود و برای آبکاری به کار می‌رفت. ایرانیان گذشته با استفاده از دوفلز آهن و مس و قرار دادن آن در اسید سولفوریک که به جوهر گوگرد نیز معروف بوده‌است، اولین پیل‌های سوختی جهان را تولید کردند و از برق حاصل آن‌ها نیز برای آبکاری استفاده می‌کردند.

## پیل
پیل‌های الکتروشیمی ابزاری برای تبدیل انرژی الکتریکی و شیمیایی به یکدیگر است. این پیل‌ها به دو دسته گالوانی (ولتایی) و برق کافتی تقسیم می‌شوند.

### پیل‌های گالوانی
این پیل‌ها به یاد الکساندر ولتا فیزیکدان ایتالیایی به پیل‌های ولتایی هم مشهور است. سامانه‌ای است که در آن واکنش اکسایش-کاهش انجام می‌شود و انتقال الکترون این واکنش از راه یک مدار صورت می‌گیرد تا بخش بزرگی از انرژی اکسایش-کاهش به شکل انرژی الکتریکی در اختیار باشد.

### پیلبرقکافت
در این نوع از پیل‌ها با استفاده از جریان برق در یک الکترولیت مذاب یا محلول الکترولیت برقکافت (الکترولیز) یعنی تغییر عدد اکسایش مادهٔ شیمیایی صورت می‌گیرد.

## کاربرد

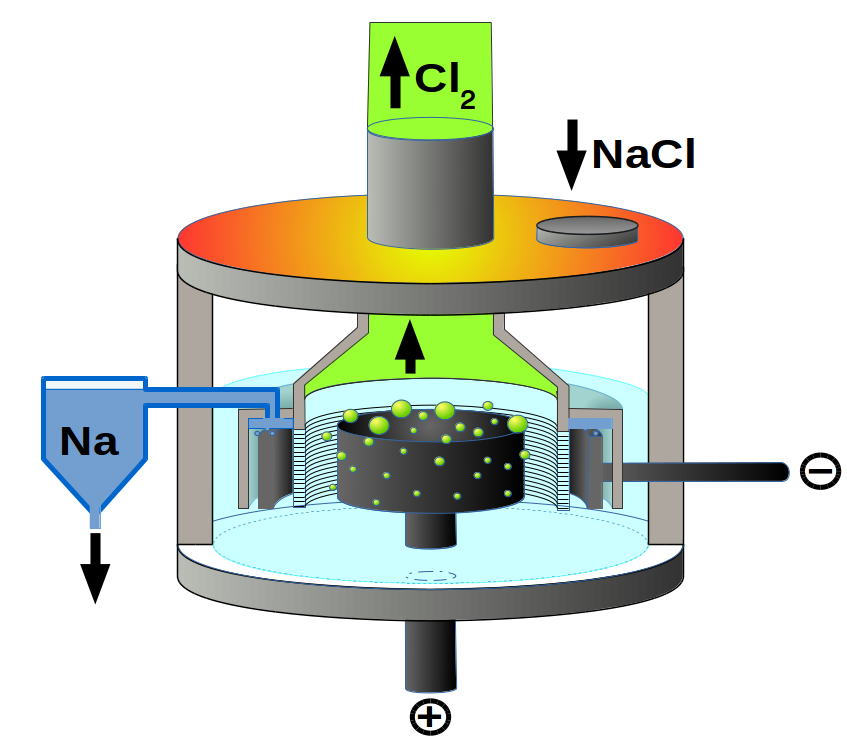
پیل دانز روشی است که در آن سدیم کلرید مذاب برقکافت می‌شود. ورودی این پیل، سدیم کلرید و خروجی آن گاز کلر و سدیم مذاب است. واکنش کلی این سلول به صورت زیر می‌باشد:
2Nacl -> cl2 + 2 Na

شیمی دانان با استفاده از شناسایی قوانین حاکم بر این واکنش‌ها، موفق به تولید انواع باتری‌های شیمیایی مختلف شده‌اند. این باتری‌ها در موارد مختلفی مثل ماشین‌ها و باتری‌های تلفن همراه و … استفاده می‌شوند. همچنین واکنش‌های تهیهٔ سدیم خالص، آلومینیوم و آبکاری فلزات دسته‌ای از این واکنش‌ها هستند. حلبی و آهن گالوانیزه از فرآورده‌های مهم آبکاری محسوب می‌شوند. ابداع فرایند هال از سوی چارلز مارتین هال برای استخراج آلومینیوم که بر پایهٔ اصول الکتروشیمیایی استوار است، باعث سقوط جهانی قیمت آلومینیوم در جهان شد و وی را به ثروت هنگفتی رسانید. پیش از این، آلومینیوم به دلیل کمیابی، قیمتی حتی بیشتر از طلا و نقره داشت.
این دسته از واکنش‌ها به دلیل شرایط کنترل شده‌ای که دارند، دارای بازده بیشتری هستند. به عنوان مثال تولید برق از روش سلول‌های سوختی، بازده را حدوداً سه برابر بیشتر از روش تولید برق به صورت غیرمستقیم می‌کند.